# Wechselverkehrszeichen
Das Wechselverkehrszeichen (kurz WVZ) ist eine besondere Form des Verkehrszeichens, das im Bedarfsfall gezeigt, geändert oder aufgehoben werden kann. Die Darstellung von dynamischen Verkehrszeichen dient der Verkehrssicherheit und Verkehrsbeeinflussung auf stark befahrenen Schnellstraßen und Autobahnen. Gesteuert wird die Anzeige von einer Verkehrszentrale. Dort überwacht man an ausgewählten Stellen die Verkehrssituation und kann gegebenenfalls auf Ereignisse, wie etwa einen Unfall oder Stau, reagieren. Zum Teil erfolgt die Steuerung, beispielsweise bei Auftreten von schlechten Sichtverhältnissen (Nebelwarnanlage), auch automatisch.
Neben der dynamischen Darstellung von Verkehrszeichen können auch Wegweiser als so genannte Wechselwegweiser zur Anwendung kommen.

## Technik
Generell unterscheidet man zwischen mechanischen Wechselverkehrszeichen (so genannten „Prismenwendern“) und lichtemittierenden Wechselverkehrszeichen.

### Mechanische Wechselverkehrszeichen

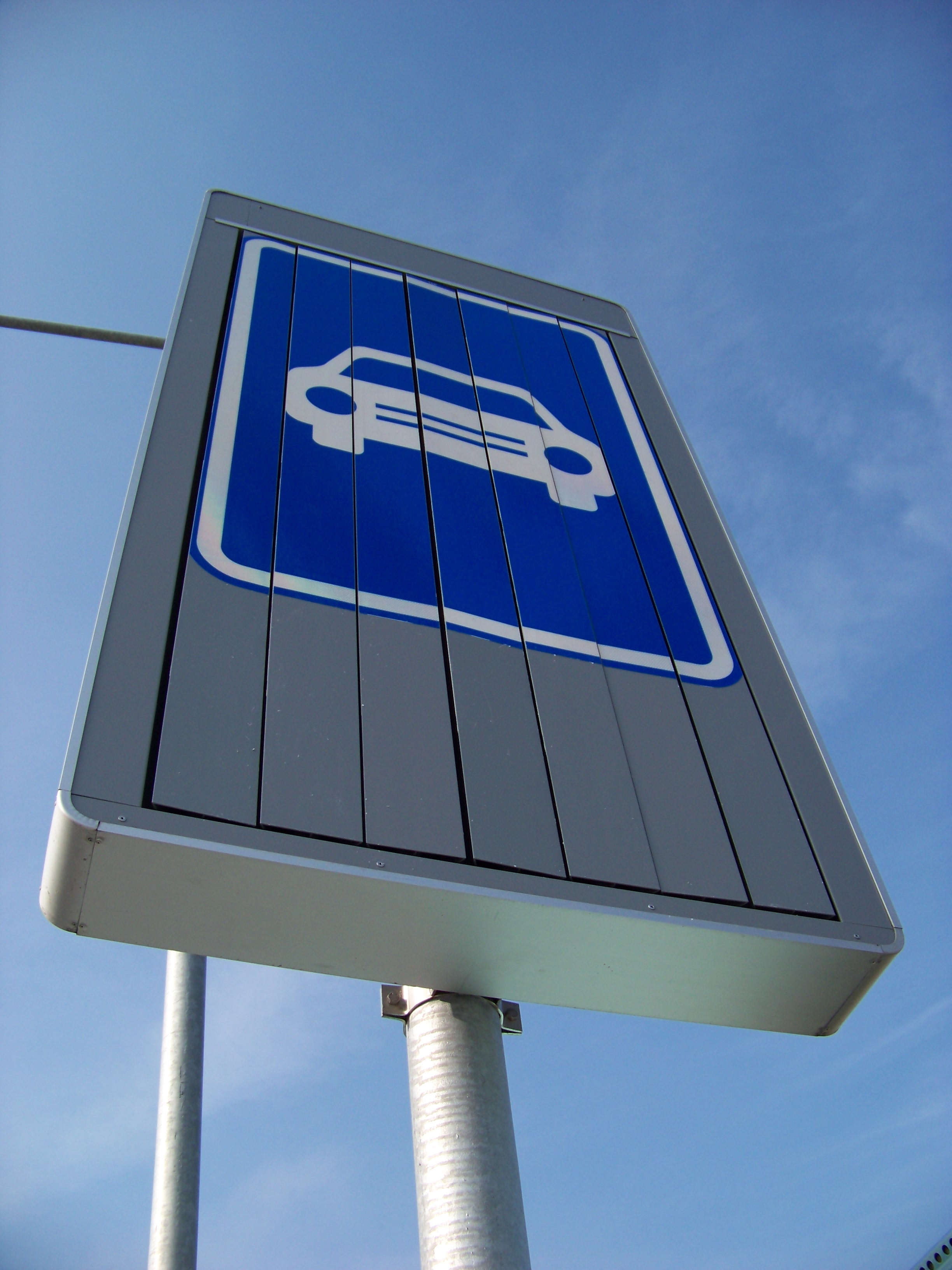
Prismenwender (vertikal)

Bei mechanischen Wechselverkehrszeichen wird der Bildwechsel durch die Drehung einzelner oder mehrerer gekoppelter Drei- oder Vierkantprismen erreicht, die von einem Motor über Schnecken- oder Zahnriemenantrieb bewegt werden. So sind je Prismenantrieb drei bzw. vier verschiedene Bildstellungen möglich. Die Prismen können horizontal und vertikal angeordnet sein und sind, wie ein statisches Verkehrszeichen, mit reflektierender Folie beklebt.
Aufgrund der geringen Leistungsaufnahme (Leistung nur während des Bildwechsels erforderlich) können mechanische Wechselverkehrszeichen mit photovoltaischer Energieversorgung ausgeführt werden.
In der Regel werden Dreikantprismen verwendet, da diese im Gegensatz zu Vierkantprismen zu mehreren nebeneinander montiert werden können, ohne sich beim Drehen gegenseitig zu behindern. Vierkantprismen erlauben eine mögliche Anzeige mehr, benötigen jedoch einen Mindestabstand zwischen den einzelnen Prismen. Häufig anzutreffen sind Vierkantprismen bei Wechselwegweisern im Großraum Frankfurt bzw. allgemein in Hessen. Oft werden sie als Temporäre Seitenstreifenfreigabe genutzt, um das Level of Service zu verbessern.

### Lichtemittierende Wechselverkehrszeichen

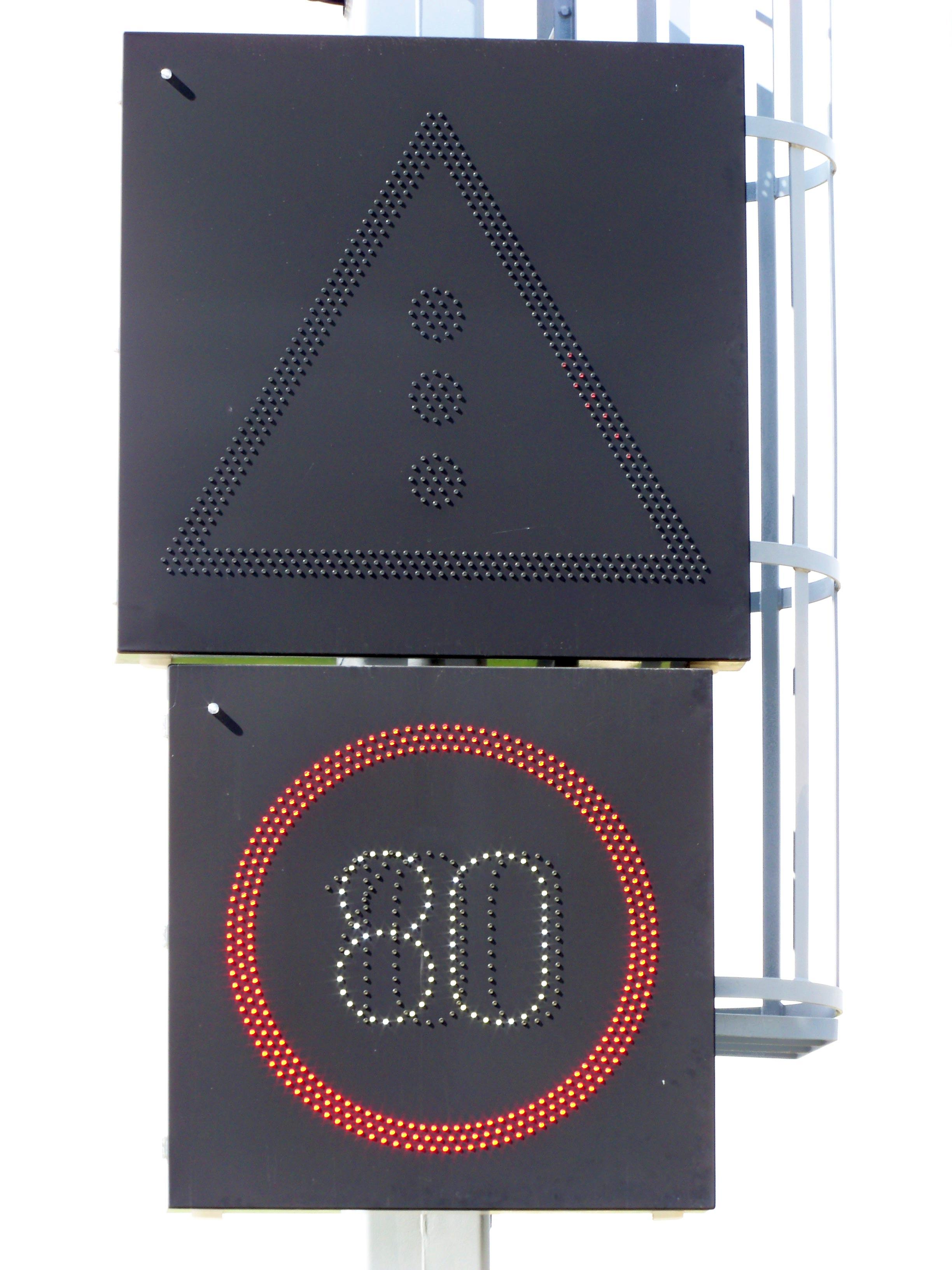
Zeichen mit LED-Anzeige auf dem Prager Ring

Bei lichtemittierenden Wechselverkehrszeichen wird die Anzeige der Zeichen durch eine Vielzahl von leistungsfähigen LEDs – in älteren Wechselverkehrszeichen auch durch Glasfaseroptiken mit zentralen Halogenleuchtmitteln – verwirklicht. LED und Lichtwellenleiter sind dabei mit einer Vorsatzoptik versehen, die das abgestrahlte Licht auf den Verkehrsteilnehmer bündelt. Die starke Leuchtkraft gewährleistet eine gute Sichtbarkeit der Wechselverkehrszeichen auch bei Niederschlägen oder Nebel.
WVZ mit Halogenleuchtmitteln enthalten i. d. R. zwei Halogenleuchtmittel und eine Ausfallüberwachung, die bei Ausfall einer Leuchte die zweite Leuchte einschaltet und eine Störmeldung absetzt. In LED-WVZ sind die Lichtpunkte der verschiedenen, in Ketten zusammengefassten LED-Ketten abwechselnd gesteckt, damit es beim Ausfall einzelner LED-Ketten nicht zum Totalausfall des WVZ kommt und keine sinnentstellten Inhalte angezeigt werden können. Auch hier ist eine Überwachung der LED-Ketten Stand der Technik. Ein Ausfall einer oder mehrerer LED-Ketten wird von der Steuerung an die übergeordnete Zentrale gemeldet.
Meistens sind sie Bestandteil einer Verkehrsbeeinflussungsanlage.
Durch das gezielte Ein- oder Ausschalten der Leuchtdioden können die dargestellten Verkehrszeichen gewechselt werden. Je nach räumlicher Anordnung der LEDs können nur bestimmte Verkehrszeichen dargestellt oder beliebige Symbole angezeigt werden (Matrixanzeige).
Auf leuchtenden Wechselverkehrszeichen dürfen die Farben Schwarz und Weiß gegenüber den Angaben im Verkehrszeichenkatalog vertauscht sein.
Neuerdings finden sich solche Systeme auch öfter an Dunkelampeln, um den Fahrer auf die (in Kürze beginnende) Rotphase aufmerksam zu machen.

## Einsatz

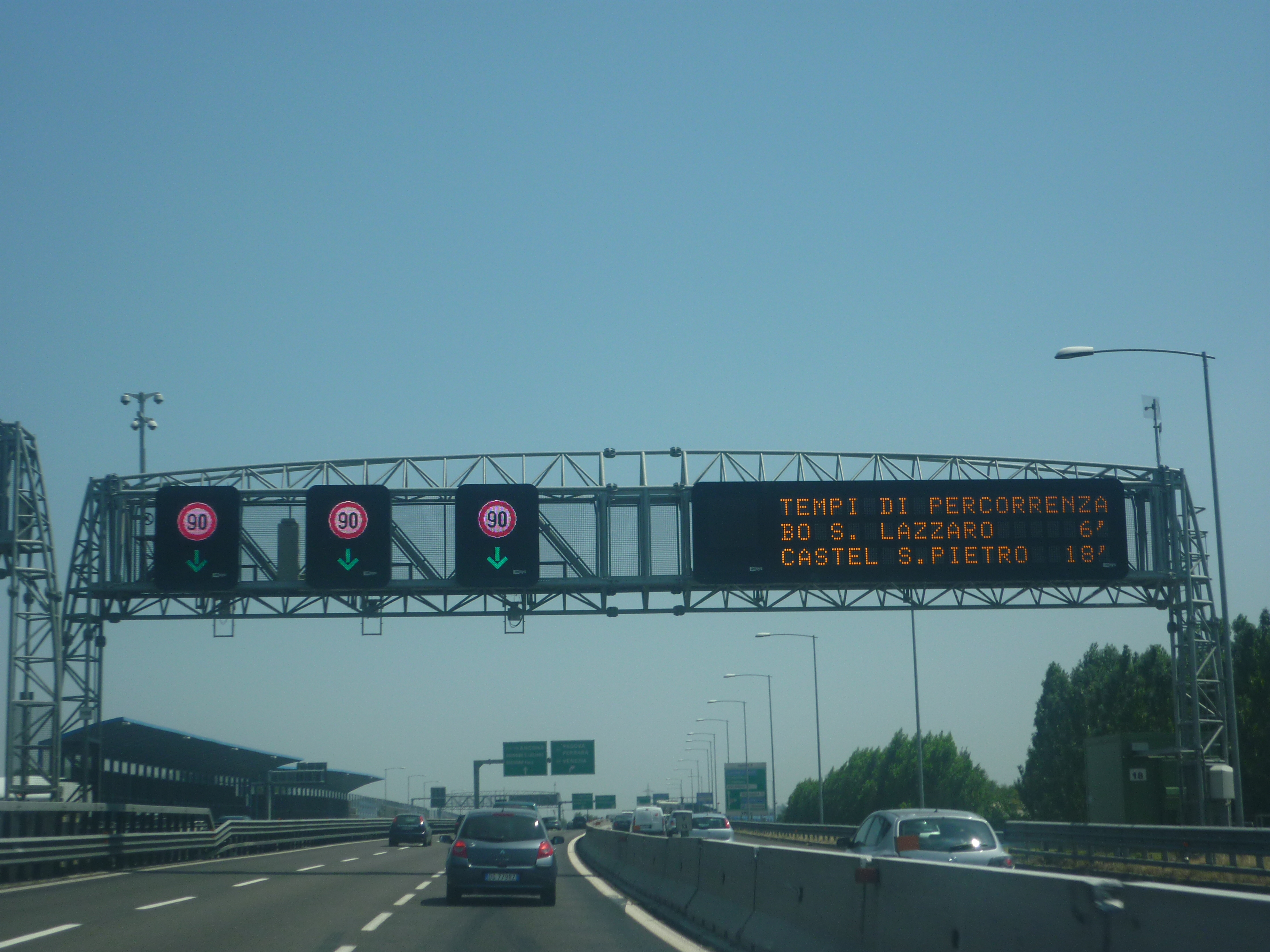
Wechselverkehrszeichen mit Fahrzeitangaben auf einer Schilderbrücke in Italien

Wechselverkehrszeichen werden entweder einzeln oder in Gruppen auf verschiedenen Tragkonstruktionen angebracht. Sie befinden sich entweder an einer Schilderbrücke, die die Fahrbahn überspannt, oder an einem Mast seitlich von der Fahrbahn. Neben der Darstellung von Verkehrszeichen und zugehörigen Hinweistexten (Wechselverkehrszeichenanlage) werden auch Wegweiser und Zielfindungsangaben (Wechselwegweisungsanlage) angezeigt.
Für Streckenbeeinflussungsanlagen werden mechanische WVZ nur selten verwendet, da die Anzahl der Anzeigemöglichkeiten auf drei (bzw. zwei, falls eine }gewünscht ist) begrenzt ist. Gelegentlich sind sie vor Tunneln zu finden, wo sie bei einer Störung „Tunnel gesperrt“ sowie ein entsprechendes Verkehrszeichen anzeigen, während im Regelbetrieb ein leeres Feld oder Tempolimits angezeigt werden.
Mechanische WVZ werden häufig in Netzbeeinflussungsanlagen, also als sogenannte Wechselwegweiser, eingesetzt. Die Wechselwegweiser können anstelle der statischen Wegweiser (substitutiv) oder ergänzend zu diesen (additiv) aufgestellt sein. Manche Wechselwegweiser (z. B. in Hessen, sowie auf den Autobahnen um München) sind mit Blinklichtern ausgerüstet, die auf eine von der Grundstellung abweichende Wegweisung hinweisen.

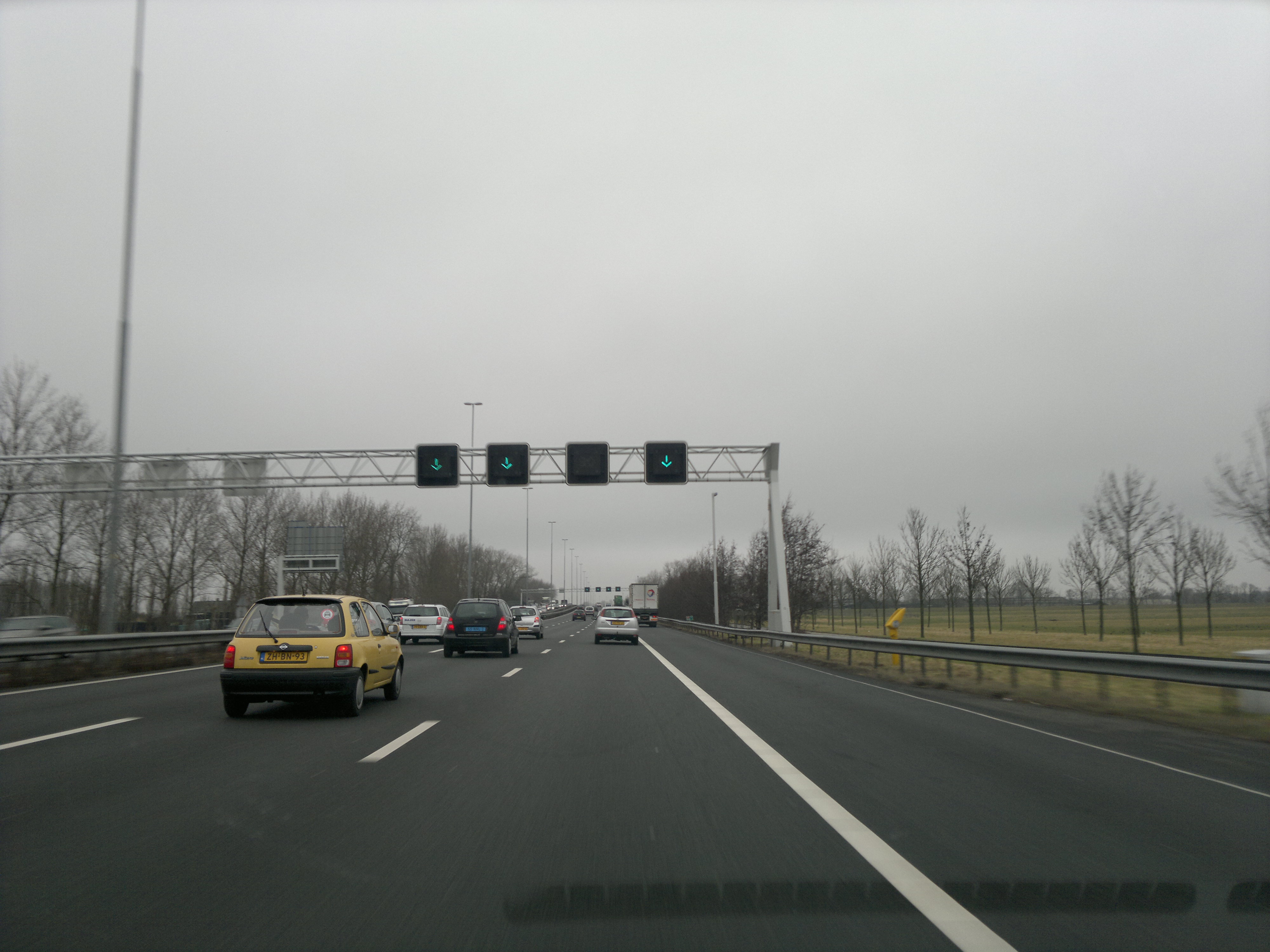
Schilderbrücke mit Freigabe des Seitenstreifen auf der niederländischen A 13

Bei den lichtemittierenden Wechselverkehrszeichen können deutlich mehr unterschiedliche Informationen dargestellt werden. Zur Anwendung kommen sie in der Regel bei Streckenbeeinflussungsanlagen, die auf Autobahn- und Schnellstraßenabschnitten mit hoher Verkehrsdichte, vor und in Straßentunnels oder an Autobahnknotenpunkten installiert werden. Dort helfen Wechselverkehrszeichen Unfälle zu verhindern, Stauungen zu vermeiden oder vor anderen Ereignissen zu warnen. Auch in Autobahnbaustellen kommen die Anlagen in mobiler Ausführung mittlerweile zum Einsatz, um, falls notwendig, Gefahren anzuzeigen und das Tempolimit anzupassen.
Lichtemittierende WVZ werden auch zunehmend als Wechselwegweiser verwendet; diese werden auch als dWiSta (dynamischer Wegweiser mit integrierten Stauinformationen) bezeichnet.
Wechselverkehrszeichen kommen nicht nur als ortsfeste Anlagen, sondern auch an Fahrzeugen vor, etwa an oder auf Verkehrssicherungsanhängern, Schwertransport-Begleitfahrzeugen, Polizei- und Feuerwehrfahrzeugen. Diese gehen den anderen ortsfesten Verkehrszeichen vor und sind zwingend zu beachten (§ 39 Abs. 6 StVO). Solche Anlagen werden (nach dem Markennamen der Anlagen von Nissen) auch als Wenipol bzw. WeNiPol bezeichnet.
Die dargestellten Informationen für ortsfeste WVZ variieren je nach Einsatzort. In Deutschland oder Österreich beispielsweise verwendet man in der Regel die üblichen Verkehrszeichen, ergänzt mit Hinweisen. In anderen Ländern, wie etwa Italien, werden oft ganze Sätze mit Tipps für die sichere Autofahrt, Hinweisen auf die Staulängen oder Grenzübergangswartezeiten angezeigt. Diese Sätze werden aus Rücksicht auf den Fremdenverkehr häufig auch in englischer Sprache dargestellt.
In Österreich werden LED-Wechselverkehrszeichen mit Fahrzeugdetektion und Steuerungssoftware als Warnsystem zur Gefahrenreduzierung an technisch nicht gesicherten Eisenbahnkreuzungen verwendet, da sie die Aufmerksamkeit erhöhen.

## Normen und Standards
Deutschland

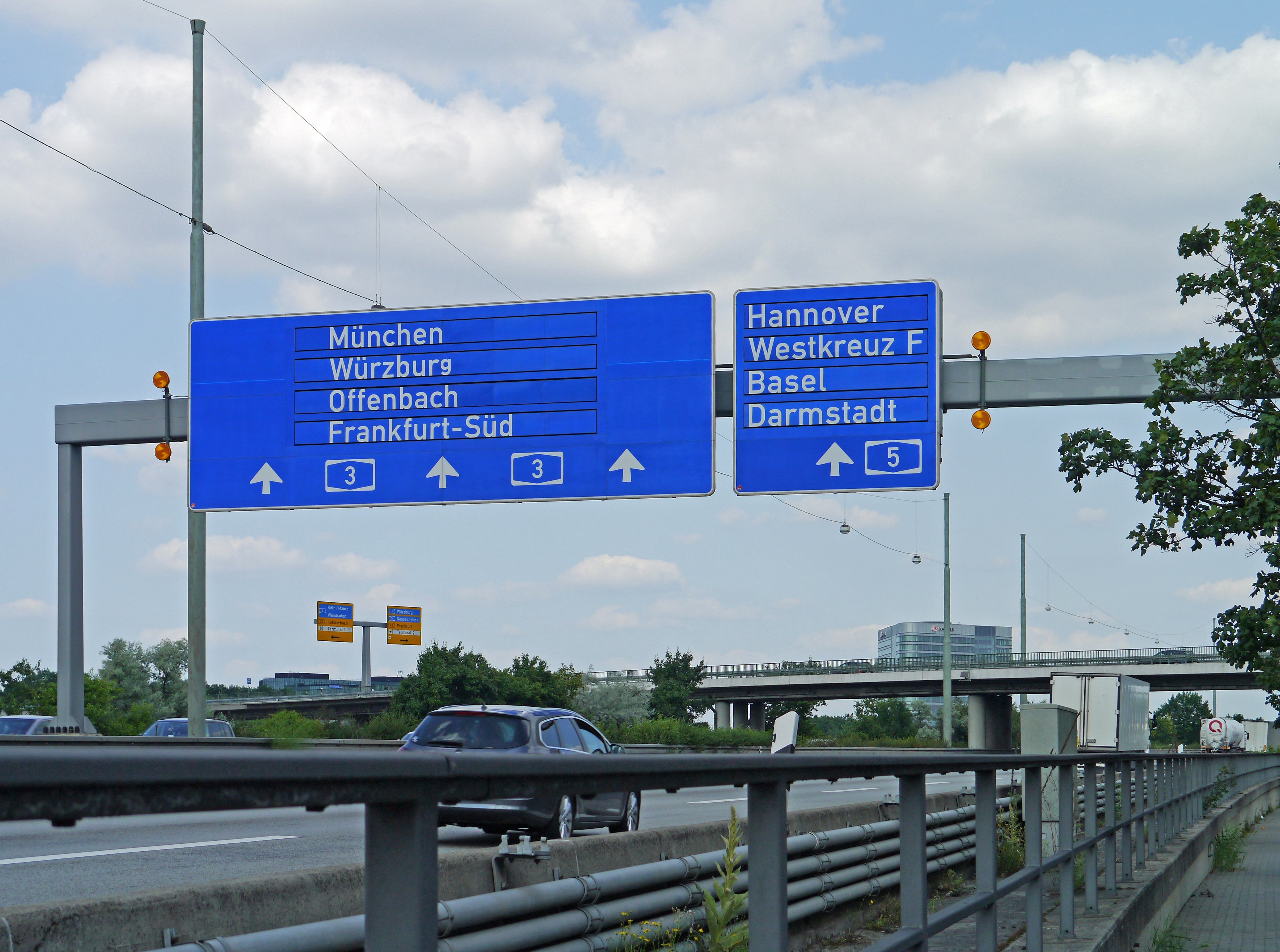
Wechselwegweiser mit Vierkantprismen und Warnleuchten, am Frankfurter Kreuz (A3 Richtung Würzburg)

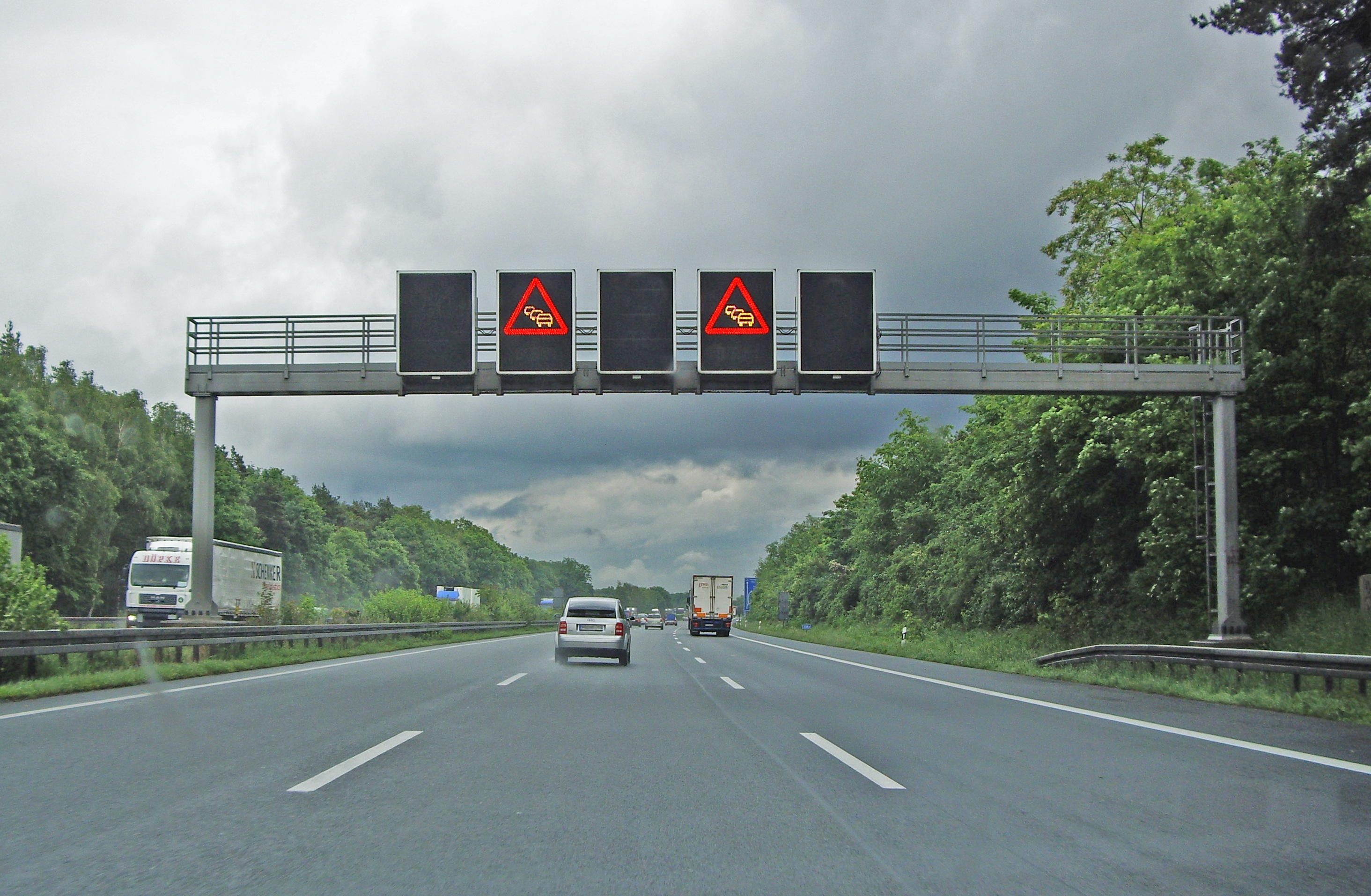
Digitale Anzeigen

- Richtlinien für Wechselverkehrszeichen an Bundesfernstraßen (RWVZ)
- Richtlinien für Wechselverkehrszeichenanlagen an Bundesfernstraßen (RWVA)
- Hinweise für Steuerungsmodelle von Wechselverkehrszeichenanlagen in Außerortsbereichen

Österreich
- RVS 05.04.21 Verkehrsleitsysteme

Schweiz
- SN 640 804 Verkehrsbeeinflussung auf Autobahnen und Autostrassen; Wechselwegweisung
- SN 640 873-1 Vertikale Verkehrszeichen – Wechselverkehrszeichen – Teil 1: Produktnorm
- SN 640 873-2 Vertikale Verkehrszeichen – Wechselverkehrszeichen – Teil 2: Erstprüfung
- SN 640 873-3 Vertikale Verkehrszeichen – Wechselverkehrszeichen – Teil 3: Werkseigene Produktionskontrolle